# Caiacanga da Barra do Sul
Caiacanga da Barra do Sul är ett samhälle i Brasilien.   Det ligger i kommunen Florianópolis och delstaten Santa Catarina, i den södra delen av landet, 1 300 km söder om huvudstaden Brasília. Caiacanga da Barra do Sul ligger 2 meter över havet och antalet invånare är 800. Det ligger på ön Ilha de Santa Catarina.
Terrängen runt Caiacanga da Barra do Sul är kuperad. Havet är nära Caiacanga da Barra do Sul västerut.Trakten är tätbefolkad. Närmaste större samhälle är Florianópolis, 18,6 km norr om Caiacanga da Barra do Sul. 